# 와엘 나데르 알할키

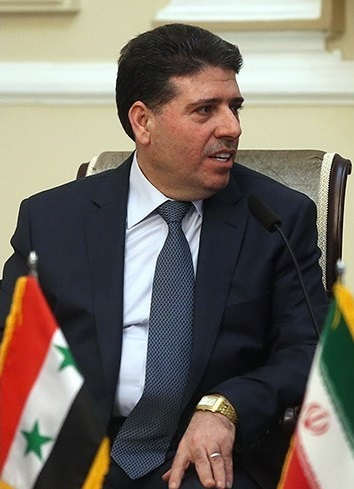
와엘 나데르 알할키

와엘 나데르 알할키(1964년 ~ , 아랍어: وائل نادر الحلقي)는 시리아의 정치인으로 소속 정당은 바트당이다. 2012년부터 2016년까지 시리아의 총리를 역임하였다. 과거 보건부 장관을 역임했으며 2012년 8월 9일 총리로 임명되었다. 2016년 6월 개각으로 4년만에 총리교체로 사임하였다.